# حوزه انتخابیه دوم هاوایی
حوزه انتخابیه دوم هاوائی یک حوزه انتخابیه مجلس نمایندگان آمریکا است که در ایالت هاوائی قرار دارد.